# Bjarnarfjörður
Le Bjarnarfjörður est un fjord s'ouvrant sur la baie de Húnaflói, en mer du Groenland, et situé à l'est des Vestfirðir, en Islande.

## Géographie
Le Bjarnarfjörður est situé au nord du Steingrímsfjörður et du village de Drangsnes, dans la commune de Kaldrananeshreppur. Le fleuve côtier Bjarnarfjarðará, un haut lieu de la pêche à la truite, se jette dans le fjord à partir du lac de Trékyllisheiði.
Deux routes parcourent le sud du Bjarnarfjörður. La plus directe, vers l'est, passe par les collines de Bjarnarfjarðarháls. L'autre qui fait le tour par la côte nord du Steingrímsfjörður et passe par Drangsnes permet d'admirer de nombreuses petites plages. Vers le nord la route va vers Kaldbaksvík et on arrive rapidement dans l'Árneshreppur où des résidences ont été construites sur la côte. 

## Monuments

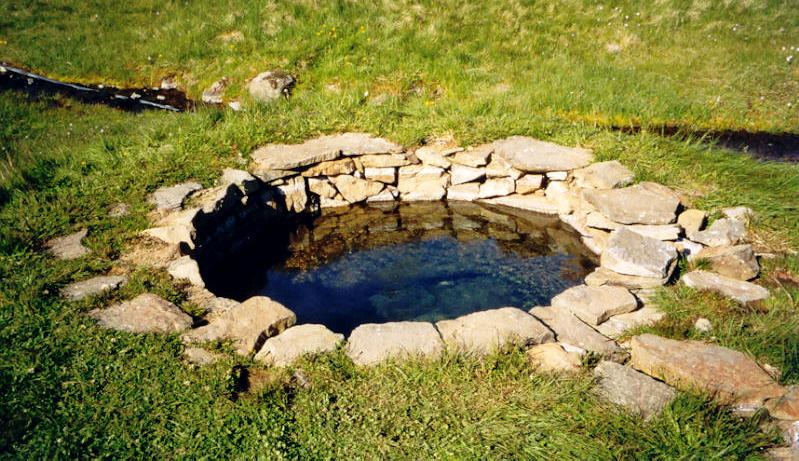
Gvendarlaug.

La ferme de l'église (le kirkjustaðurinn) se trouve à Kaldrananes, au sud du fjord. L'église, dédiée à la Sainte Vierge, à l'archange Michel et à Saint Thorlak, a été construite en 1851 et contient un mobilier du XVIIIe siècle. La restauration commencée en 2000 l'a entourée d'un mur en pierres. 
L'actuel Hôtel Laugarhóll est une ancienne école. À côté, la piscine d'eau chaude circulaire aux parois de pierre est appelée Gvendarlaug depuis sa construction par l'évêque Guðmundur góði Arason au début du XIIIe siècle.
La maison d'un sorcier, à proximité de la piscine, constitue l'une des étapes de l'exposition sur la sorcellerie islandaise Galdrasýning á Ströndum.

## Agriculture
L'importance de l'agriculture a diminué ces dernières années et, maintenant, seules deux fermes restent en activité à Odda et à Kaldrananes.
Un important projet de reboisement du Bjarnarfjörður est en cours en raison de son climat très favorable.

## Toponymie
D'après le Landnámabók, le nom du fjord vient d'un colon nommé Björn ou Þorbjörn. Sa généalogie n'y figure pas mais il y est dit que sa femme était appelée Ljúfa et son fils Svanur, et qu'ils vivaient à Svanshóll. 